# Чорна булавка
«Чорна булавка» (серб. Igla ispod praga) — сербсько-чорногорський комедійно-драматичний фільм, знятий Іваном Мариновичем. Світова прем'єра стрічки відбулась 18 серпня 2016 року на Сараєвському міжнародному кінофестивалі. Фільм розповідає про мешканців невеликого селища Луштіца. Вони сподіваються, що продавши свої землі, зможуть вирішити всі свої проблеми. Єдиною перешкодою на шляху до цієї мети — впертий поп Петар, який відмовляється продати свою частку.
Фільм був висунутий Чорногорією на премію «Оскар» за найкращий фільм іноземною мовою.

## У ролях
- Нікола Ристановський — Петар
- Богдан Діклич — Дондо
- Єлисавета Саблич — Баба
- Леон Лючев — Саво

## Визнання
| Нагороди та номінації фільму «Чорна булавка» | Нагороди та номінації фільму «Чорна булавка» | Нагороди та номінації фільму «Чорна булавка» | Нагороди та номінації фільму «Чорна булавка» | Нагороди та номінації фільму «Чорна булавка» | Нагороди та номінації фільму «Чорна булавка» |
| Рік                                          | Кінопремія / Кінофестиваль                   | Категорія / Нагорода                         | Номінант                                     | Результат                                    |                                              |
| -------------------------------------------- | -------------------------------------------- | -------------------------------------------- | -------------------------------------------- | -------------------------------------------- | -------------------------------------------- |
| 2016                                         | Сараєвський міжнародний кінофестиваль        | Найкращий фільм                              | «Чорна булавка»                              | Номінація                                    |                                              |